# Dimorphocarpa wislizeni
Espèce
Dimorphocarpa wislizeni est une espèce de plante de la famille des Brassicaceae, originaire du sud-ouest des États-Unis et du nord du Mexique.

## Description morphologique

### Appareil végétatif
Cette plante velue, grise, aux feuilles composées pennées, mesure environ 60 cm de hauteur. Les feuilles proches de la base mesurent 15 cm de longueur et sont pennées. Celles situées plus haut sur la tige sont moins longues et moins profondément lobées.

### Appareil reproducteur
La floraison a lieu entre février et mai. Il peut y avoir une deuxième floraison à la fin de l'été ou au début de l'automne si les pluies ont été suffisamment abondantes.
L'inflorescence est une grappe dense et épaisse de fleurs blanches. Chaque fleur possède 4 pétales de 3 mm de long. Le fruit est un silicule aplati, constitué de deux lobes arrondis accolés, d'une largeur totale de 1,3 cm.

## Répartition et habitat
Dimorphocarpa wislizeni pousse sur les terrains sablonneux dégagés des plaines arides et des déserts.
Son aire de répartition concerne les parties ouest de l'Arizona, du Texas et l'Oklahoma ainsi que le sud de l'Utah aux États-Unis, et le nord du Mexique.